# St. Andreas (Loitersdorf)

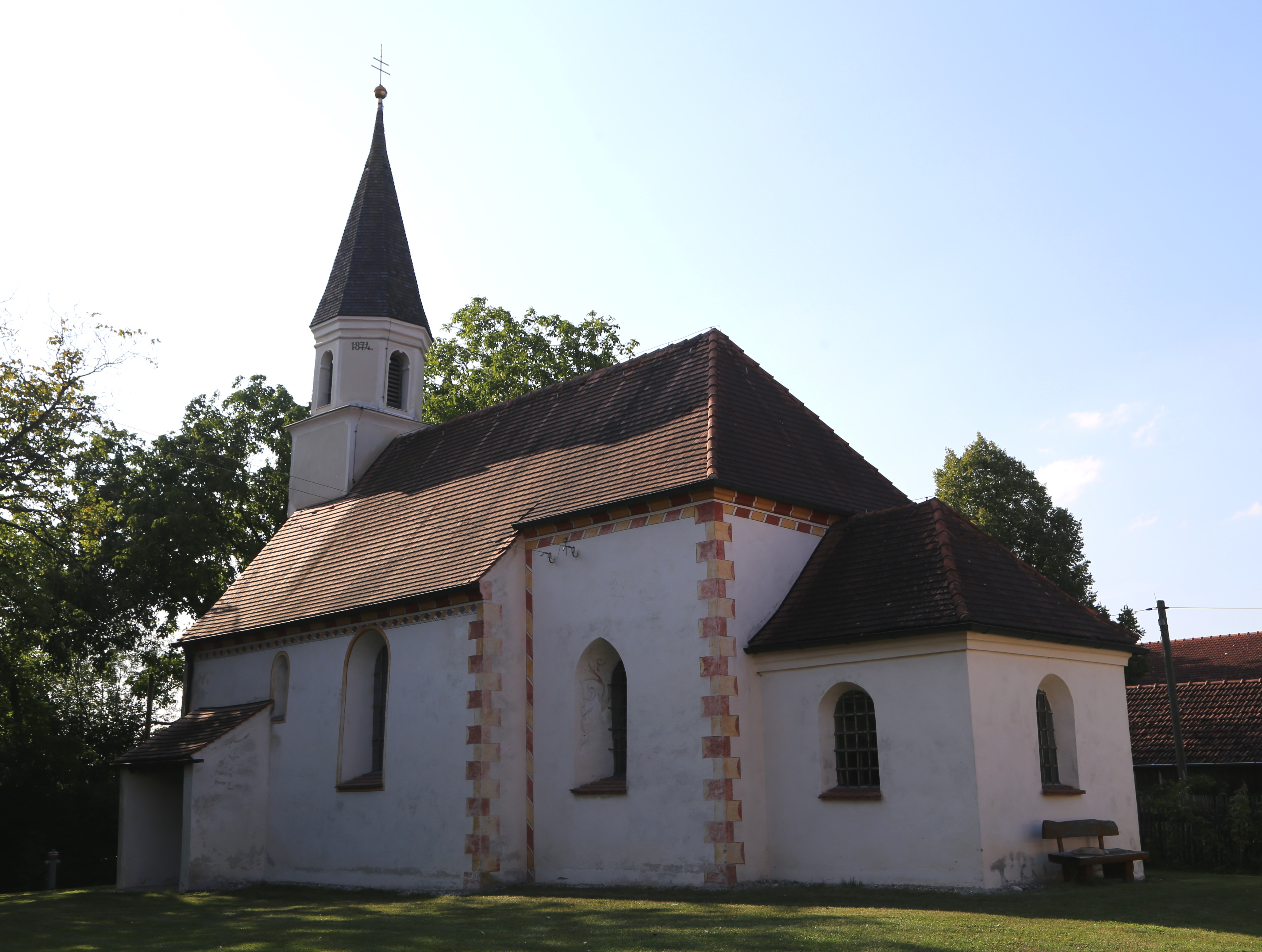
St. Andreas in Loitersdorf

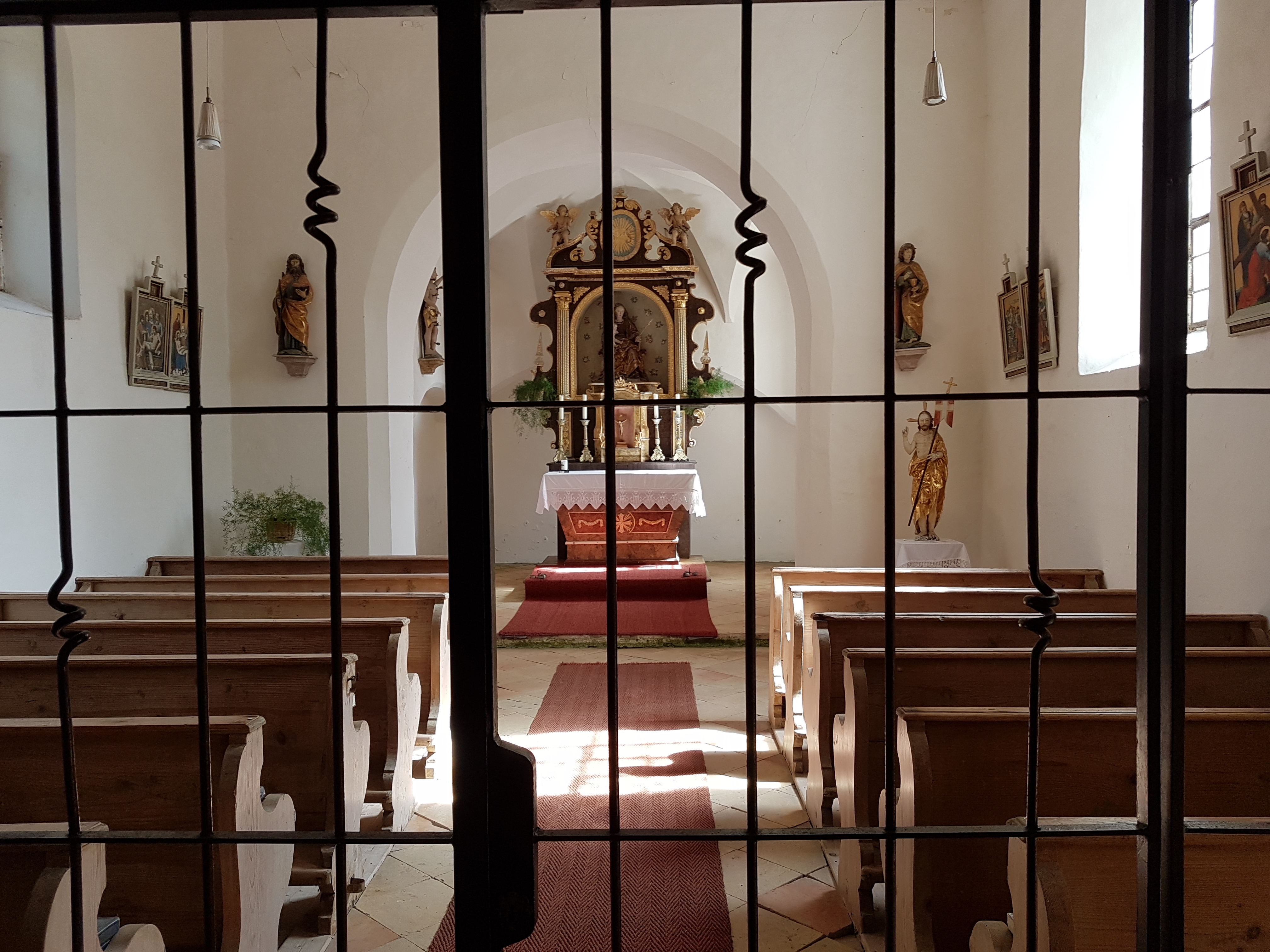
Innenraum

Die römisch-katholische Filialkirche St. Andreas steht in Loitersdorf, einem Gemeindeteil der Gemeinde Aßling im oberbayerischen Landkreis Ebersberg. Das Bauwerk ist in der Liste der Baudenkmäler in Aßling als Baudenkmal unter der Nr. D-1-75-112-11 eingetragen. Die Kirche gehört zum Dekanat Ebersberg im Erzbistum München und Freising.

## Beschreibung
Die romanische Saalkirche wurde um 1200 erbaut. Sie besteht aus dem Langhaus, dem eingezogenen Chor im Osten, der barocken Sakristei an der Stirnwand des Chors und einem zum Portal führenden Vorbau an der Südwand des Langhauses. Auf dem Satteldach des Langhauses erhebt sich im Westen ein quadratischer, mit einem spitzen Helm bedeckter Dachreiter, dessen achteckiges Obergeschoss den Glockenstuhl enthält.
Die Skulptur der Maria am Hochaltar entstand am Anfang des 16. Jahrhunderts unter dem Einfluss von Hans Leinberger. An der Wand des Chorbogens stehen die Skulpturen des Apostels Johannes und des Apostels Andreas.